# Харальд II (король Дании)
Харальд II (Гаральд Свенсон; дат. Harald 2.; 994?—1018) — король Дании (1014—1018).

## Биография
Старший сын короля Свена Вилобородого и его супруги Сигрид Гордой. Был регентом Дании во время похода отца в Англию в 1013—1014 годах и унаследовал трон после его смерти. Оказал поддержку своему брату Кнуду в борьбе за английский трон.

## Смерть
Харальд II умер в 1018 году. Его правление закончилось относительно быстро, и после его смерти трон унаследовал его брат Кнуд Великий, который стал одним из самых известных королей Дании и Англии.

## В кино
- Один из второстепенных персонажей аниме «Сага о Винланде» (2019)